# Molenhoek (Heumen)
Molenhoek is een buurtschap in de Nederlandse gemeente Heumen, gelegen in de provincie Gelderland. Het ligt tussen Nederasselt en Schoonenburg.
De buurtschap moet niet verward worden met het dorp Molenhoek dat deels ligt in het oosten van dezelfde gemeente, en dat verder grotendeels behoort tot de gemeente Mook en Middelaar.
Dorpen: Heumen · Malden · Molenhoek (deels) · Nederasselt · Overasselt

Buurtschappen: Blankenberg · Ewijk · Heide · Molenhoek · De Schatkuil · Schoonenburg · Sleeburg · Valenberg · Vogelzang · Worsum

Gelderland: Steden en dorpen in Gelderland      Nederland: Provincies · Gemeenten